# هانی کولدر
هانی کولدر (به انگلیسی: Hannie Caulder) فیلمی محصول سال ۱۹۷۱ و به کارگردانی برت کندی است. در این فیلم بازیگرانی همچون راکل ولش، رابرت کالپ، ارنست بورگناین، استروتر مارتین، جک ایلام، کریستوفر لی، دایانا دورس و استیون بوید ایفای نقش کرده‌اند.

## خلاصه داستان
زنی پس از اینکه مورد خشونت گرفته و همسرش به قتل می رسد، یک جایزه بگیر را استخدام می‌کند تا به او استفاده از اسلحه را آموزش داده تا بتواند انتقامش را از سه قانون شکن بگیرد و …